# Batalion Sztabowy im. Wielkiego Księcia Litewskiego Giedymina (Litwa)
Batalion Sztabowy im. Wielkiego Księcia Litewskiego Giedymina (lit. Lietuvos didžiojo kunigaikščio Gedimino štabo batalionas) – wydzielony oddział Litewskich Sił Zbrojnych podporządkowany bezpośrednio dowódcy Sił Zbrojnych zapewniający funkcjonowanie dowodzenia i kierowania siłami zbrojnymi oraz reprezentujący litewską armię na uroczystościach państwowych i za granicą.

## Historia
5 kwietnia 1993 roku został sformowany Samodzielny Batalion Dowódcy, którego celem była ochrona budynków i mienia. Składał się ze sztabu, dwóch kompanii zmotoryzowanych, kompanii sztabowej i zaopatrzenia oraz kompanii łączności. 6 listopada 1997 roku, podczas zjazdu byłych żołnierzy przedwojennego 1 Pułku Piechoty im. Wielkiego Księcia Litewskiego Giedymina i ich rodzin wystosowano do prezydenta Litwy list zwracając się z prośbą, o nadanie jednemu z oddziałów Litewskich Sił Zbrojnych imię Wielkiego Księcia Litewskiego Giedymina oraz przekazać mu tradycje przedwojennego 1 Pułku Piechoty. Zarządzeniem Ministra Obrony Narodowej z dnia 8 września 1998 roku Samodzielny Batalion Dowódcy został przeformowany w Batalion Sztabowy im. Wielkiego Księcia Litewskiego Giedymina .
15 lutego 2002 roku batalion otrzymał sztandar, zaś 21 maja 2004 roku zatwierdzono wzór odznaki rozpoznawczej i korpusówki .
29 grudnia 2004 roku w skład batalionu weszła kompania Straży Honorowej oraz orkiestra Litewskich Sił Zbrojnych, które zostały przeniesione z Brygady „Żelazny Wilk” .
8 stycznia 2019 roku ze struktury batalionu zostały wydzielone kompania łączności przewodowej, kompania łączności bezprzewodowej i kompania PRISM (Perdislokuojamojo ryšių ir informacinių sistemų modulio), na bazie których utworzono Batalion Łączności i Systemów Informacyjnych RIS .

## Tradycje
Batalion Sztabowy powstał w wyniku przeformowania Samodzielnego Batalionu Dowódcy . Na podstawie Zarządzenia Ministra Obrony Narodowej z 11 września 1998 roku Batalion Sztabowy przejął tradycje i atrybuty międzywojennego 1 Pułku Piechoty im. Wielkiego Księcia Litewskiego Giedymina . W swojej tradycji odwołuje się również do jednostek XVIII i XIX wiecznych:
- 1 Regimentu Pieszego Buławy Wielkiej Wielkiego Księstwa Litewskiego[3]  (1717-1795) działającego pod nazwami:

- Pułku Infanterii Hetmana Wielkiego Wielkiego Księstwa Litewskiego (1717-1766),
- Regimentu Pieszego Buławy Wielkiej Wielkiego Księstwa Litewskiego (1766-1776),
- 1 Pułku Grenadierskiego (1776),
- 1 Regimentu Pieszego Buławy Wielkiej Wielkiego Księstwa Litewskiego (1776-1795);

- 1 Pułku Piechoty Litewskiej[3]  (1812-1813);
- 1 Pułku Piechoty Litewskiej[b][3]  (1831).

## Udział w misjach międzynarodowych
Żołnierze Batalionu Sztabowego im. Wielkiego Księcia Litewskiego Giedymina od 1994 roku uczestniczyli lub nadal uczestniczą w misjach międzynarodowych na terenach :
- Jugosławii (w latach 1994-1995, w ramach UNPROFOR),
- Bośni i Hercegowiny (w 2001 roku, w ramach SFOR, jako część BALTSQN-5),
- Kosowa (w 2003 roku, w ramach KFOR, jako część BALTSQN-8),
- Iraku (od 2005 roku),
- Afganistanu,
- Turcji,
- Mali (w 2019 roku).

## Zadania
Do zadań Batalionu Sztabowego należy zapewnienie funkcjonowania dowodzenia i kierowania Litewskimi Siłami Zbrojnymi, a także reprezentowanie Litwy i Litewskich Sił Zbrojnych na uroczystościach państwowych i za granicą .
Swoje zadania realizuje poprzez :
- zapewnienie funkcjonowania dowództwa i kierownictwa Litewskich Sił Zbrojnych,
- udział w uroczystościach zgodnie z ceremoniałem wojskowym,
- prowadzenie szkoleń wojskowych,
- wspieranie Sztabu Obrony i Departamentu Komunikacji Strategicznej, w tym również w prowadzeniu operacji wywiadowczych,
- innych zadań powierzonych w ustawach i innych aktach prawnych.

## Struktura organizacyjna
W skład Batalionu Sztabowego wchodzą :
- Kompania Straży Honorowej,
- Orkiestra Litewskich Sił Zbrojnych,
- Kompania Zaopatrzenia Sztabu.

## Dowódcy[7]
- Rimantas Pika (1993–1996)[c],
- Gintaras Ažubalis(inne języki) (1996–1999),
- Gintaras Lukošius (1999–2001),
- Vytautas Gilys (2001–2003),
- Juozas Kačergius(inne języki) (2003–2004),
- Vaidotas Malinionis (2004–2005),
- Vidas Eidukas (2005–2007),
- Raimundas Vaikšnoras (2007–2010),
- Gintaras Jurčiukonis (2010–2013),
- Darius Adomaitis (2013–2015),
- Saulius Juškevičius (2015–18),
- Egidijus Čiūtas (od 2018).

## Symbole

### Święto
Batalion, podobnie jak przedwojenny 1 pułk piechoty, swoje święto obchodzi 25 sierpnia na pamiątkę zwycięskiej bitwy pod Jeziorosami, w wyniku której Armia Czerwona została wypchnięta w 1919 roku z terytorium Litwy .

### Sztandar

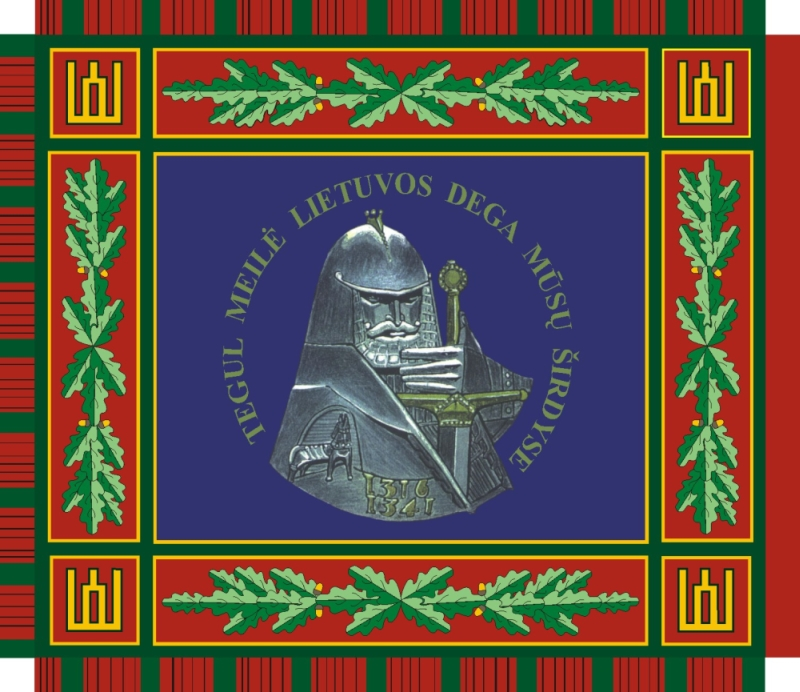
Sztandar batalionu sztabowego

15 lutego 2002 roku nadano sztandar batalionu. Płat sztandaru jest prostokątem o wymiarach 100 × 120 cm. Pole płata jest niebieskie, otoczone czerwoną bordiurą szerokości 13 cm, na której wyhaftowane są zielone liście dębu, zaś w narożach złote słupy Giedymina. W polu centralnym znajduje się stylizowany wizerunek wielkiego księcia Giedymina w metalowej zbroi i hełmie autorstwa rzeźbiarza Vytautasa Kašuby, nad którym widnieje napis TEGUL MEILĖ LIETUVOS DEGA MŪSŲ ŠIRDYSE. Na odwrocie płat czerwony z taką samą bordiurą w środku zaś herb Litwy – Pogoń na czerwonej tarczy ze złotą obwódką. Płat mocowany jest do drzewca, którego głowica stanowi metalowy grot ze słupami Giedymina w środku. Autorem projektu był artysta Liudas Giedyminas, zaś sztandar został wyhaftowany przez artystkę Ramune Gutauskaite-Zutautiene .

### Odznaka rozpoznawcza
Odznaka rozpoznawcza batalionu została zatwierdzona przez Ministra Obrony Narodowej 21 maja 2004. Autorem projektu jest artysta Liudas Gedminas. Odznakę stanowi szeroka na 7 cm i wysoka na 9 cm, otoczona czarną obwódką tarcza herbowa koloru czerwonego, na której umieszczone są stylikowane, złote Słupy Giedymina z koroną książęcą powyżej. Na mundurze polowym tarcza jest koloru zielonego, zaś Słupy Giedymina, korona i obwódka czarne .

### Korpusówka

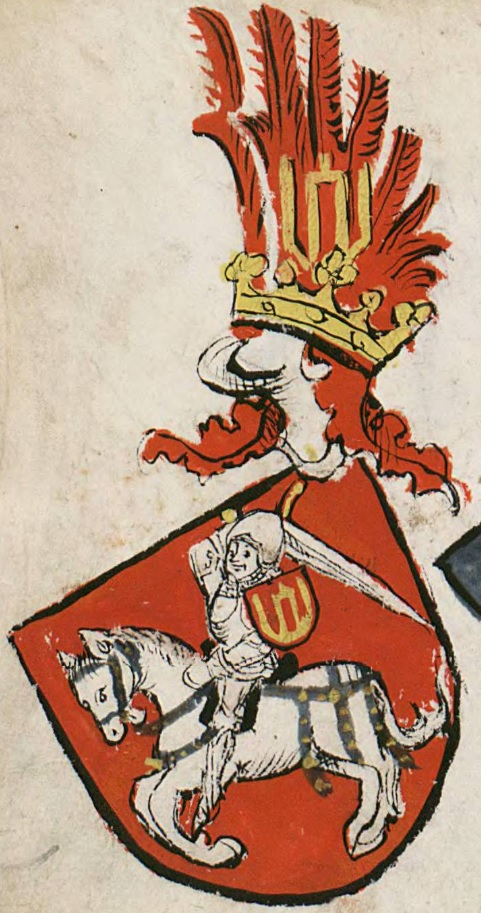
Herb Litwy z Codex Bergshammar (1440).

Wraz z odznaką rozpoznawczą Minister Obrony Narodowej 21 maja 2004 roku zatwierdził również wzór korpusówki zaprojektowanej również przez Liudasa Gedminasa. Jest ona wykonana z metalu koloru złotego i przedstawia rycerski hełm turniejowy zwieńczonego klejnotem w formie stylizowanych sokolich skrzydeł łączącego się z hełmem za pośrednictwem korony książęcej, spod której rozwijają się labry. Na skrzydłach umieszczone jest godło – Słupy Giedymina. Odznaka symbolizuje podwójny charakter batalionu: bojowy i reprezentacyjny, zaś inspiracją dla wzoru były XV-wieczne wizerunki litewskiego herbu .

### Dewiza
Wraz z przejęciem tradycji 1 Pułku Piechoty Batalion Sztabowy przejął jego dewizę: Tegul meilė Lietuvos dega mūsų širdyse! (pol. Niech miłość Litwy płonie w naszych sercach!) . Słowa te są autorstwa Vincasa Kudirka i pochodzą z 4 zwrotki pieśni Tautiška giesmė, będącej od 1919 roku hymnem Litwy.

### Marsz Giedymina
Jednym z symboli, które batalion przejął po 1 Pułku Piechoty jest pieśń pułkowa – Gediminėnų maršas :
Gediminėnų maršas
Žengte, marš, žengte, marš Gediminėnai!

Jeigu audros mus ištiks,

Jos suduš, jos suduš į mūsų plieną,

Pirmas pulkas – pirmu liks.

Šaltyje, karštyje, ar naktį, dieną,

Ką mums audros ir lietus.

Matė mus, matė mus tvirtus kaip plienas, Zarasai ir Alytus.

Pr. Mums nebaisūs speigas purvas – šauniai žengė vyrai mūs,

Kai lyg bitės zvimbe kulkos, krauju niaukėsi dangus..

Mūsų kelias Gedimino – bočių žemė bus laisva,

Mes už Lietuvą Tėvynę mūru stosim visada!

Žengte, marš, žengte, marš Gediminėnai!

Jeigu priešas mus užpuls,

Jis suduš, jis suduš į mūsų plieną-

ir šioj žemėje atguls.

Šaltyje, karštyje, ar naktį, dieną,

Ką mums audros ir lietus.

Laimino, laimino mus Karo Dievas.

Vyčio kryžius ir dangus...